# Hemicordulia hilaris
Hemicordulia hilaris är en trollsländeart som beskrevs av Maurits Anne Lieftinck 1975. Hemicordulia hilaris ingår i släktet Hemicordulia och familjen skimmertrollsländor. Inga underarter finns listade i Catalogue of Life.